# Контерно, Альдо
Альдо Контерно  (итал. Aldo Conterno; 30 мая 1931 — 30 мая 2012) — итальянский винодел из одноименного винного хозяйства Подери Альдо Контерно, из региона Пьемонт. В основном производил вина Бароло. Винный завод расположен в Монфорте-д’Альба, и Контерно широко оценивался среди передовых производителей Пьемонте.

## История
Альдо Контерно — второй сын Джакомо Контерно, родился в 1931 году. В 1954 году Альдо уехал из Италии и присоединился к своим дядям, которые жили в Сан-Франциско  целью основать винный завод в долине Напа. Однако вскоре после его прибытия в Соединенные Штаты он был призван в армию США и служил в течение двух лет в Корее. Затем Контерно возвратился в Италию.
Контерно и его старший брат Джованни приняли на себя ответственность за поместье Giacomo Conterno в 1961 году, но в конечном счете пути братьев разделились из за противоречий в основах производства Barolo, и в 1969 году Альдо Контерно основал Подери Альдо Контерно. В то время как Альдо Контерно был вдохновлен модернистскими инновациями Анджело Гая из Barbaresco которые отличались от строгих традиционных методов его брата Джованни, его вина все еще считают в основном традиционными, но есть и несколько исключений.
Альдо Контерно описывается как самый талантливый винодел из Пьемонте, и его вина часто оценивались как лучшие во всем регионе, часто с акцентом на баланс. Британский винный вестник Декантер оценил Подери Альдо Контерно среди шорт-листа Италии Второго Роста. Виноградниками теперь управляют, используя органическую методологию. В течение заключительных лет жизни Контерно наполовину отошел от дел и передал контроль над производством в руки трех сыновей: Франко, Стефано и Джакомо Контерно. Контерно умер в Монфорте-д’Альба 30 мая 2012 года в возрасте 81 года.

## Практика виноделия и стиль
Среди поклонников Barolo вина Альдо Контерно заработали репутацию  «модернистских», но со смесью традиционных методов виноделия Barolo. Как и многие традиционные производители Barolo Контерно одобрил долгое состаривание своих вин до их выпуска.  Его Riserva Gran Bussia,  как правило,  находилось в течение трех лет в больших дубовых бочках, еще два года в чанах из нержавеющей стали и еще год в бутылках. В отличие от многих модернистских виноделов Barolo, Контерно не использовал маленькие дубовые бочки, однако он действительно приспособился к модернистскому методу сокращения времени размачивания во время брожения лучше многих традиционных производителей Barolo. Благодаря смеси методов Альдо создавал вина, которые часто описываются в винной литературе как «сильно структурированные» как у многих традиционных производителей.